# Skovområde ved Vejle Fjord
Skovområde ved Vejle Fjord este o arie protejată (arie de protecție specială avifaunistică — SPA) din Danemarca întinsă pe o suprafață de 2.679 ha, integral pe uscat.

## Localizare
Centrul sitului Skovområde ved Vejle Fjord este situat la coordonatele 55°41′53″N 9°43′12″E / 55.698056°N 9.72°E.

## Înființare
Situl Skovområde ved Vejle Fjord a fost declarat arie de protecție specială avifaunistică în mai 1983 pentru a proteja 2 specii de animale.

## Biodiversitate
Situată în ecoregiunea continentală, aria protejată nu include niciun habitat protejat.
La baza desemnării sitului se află mai multe specii protejate de  păsări (2): pescăruș albastru (Alcedo atthis), viespar (Pernis apivorus).